# Lechytia libita
Lechytia libita – gatunek zaleszczotka z rodziny Lechytiidae.
Gatunek ten opisany został przez Marka S. Harveya w 2006 roku na podstawie okazów z Queensland. Holotyp odłowiono w 1988 w rejonie góry Windsor Tableland.
Zaleszczotek o jasnobrązowym ciele długości od 0,88 do 1,17 mm u samców i od 1,06 do 1,22 mm u samic. U samców szczypce nogogłaszczków mają 0,419-0,435 mm długości i są 4,11-4,22 razy dłuższe niż szerokie, a ich dłonie mają 0,2 mm długości. U samicy szczypce te mają 0,462 mm długości i są 3,76 razy dłuższe niż szerokie, a ich dłoń ma 0,21 mm długości. Nieruchomy palec szczypiec wraz z dłonią mają 8 trichobotrii, a palec ruchy 4 trichobotria. Istotną cechą diagnostyczną są tu trichobotria sb i b oddalone od siebie tylko o około jedną średnicę areoli. Na większej długości palców szczypiec ząbki zlane są w formę blaszki – tylko 7 odsiebnych ząbków jest wolnych. Szczękoczułki mają 5 szczecinek na dłoni i jedną środkową na znacznie od niej krótszym palcu ruchomym. Liczba ząbków szczękoczułek wynosi 3 na palcu nieruchomym i dwa na ruchomym. Na karapaksie obecna para oczu, 18 szczecinek i 4 pary narządów lirowatych. Przednia krawędź karapaksu jest delikatnie ząbkowana. Narządy rozrodcze samicy są słabo zesklerotyzowane i mają U-kształtną ramkę.
Pajęczak endemiczny dla Australii. Zasiedla pnie drzew w lasach deszczowych wschodniego Queensland.